# Saint-Barthélemy-d’Anjou
Saint-Barthélemy-d’Anjou ist eine westfranzösische Gemeinde mit 9496 Einwohnern (Stand: 1. Januar 2022) im Département Maine-et-Loire in der Region Pays de la Loire. Sie gehört zum Arrondissement Angers und ist Teil des Kantons Angers-6. Die Einwohner werden Bartholoméen(ne) genannt.

## Geografie
Saint-Barthélemy-d’Anjou ist eine banlieue östlich von Angers. Umgeben wird Saint-Barthélemy-d’Anjou von den Nachbargemeinden Verrières-en-Anjou im Norden, Le Plessis-Grammoire im Nordosten, Loire-Authion im Osten, Trélazé im Süden und Südosten, Angers im Westen und Südwesten sowie Écouflant im Nordwesten.

## Geschichte
1939 residierte hier der exilierte Präsident der Republik Polen, Władysław Raczkiewicz. 1940 besetzte die Marine des Dritten Reiches den Ort und blieb vier weitere Jahre.

## Bevölkerungsentwicklung
| Jahr      | 1962 | 1968 | 1975 | 1982 | 1990 | 1999 | 2009 | 2018 |
| Einwohner | 3938 | 4241 | 5965 | 9129 | 9369 | 9832 | 8822 | 9203 |

## Sehenswürdigkeiten
- Château de Pignerolle, Schloss 1776 errichtet mit Orangerie, Monument historique seit 1961
- Château de la Romanerie, Monument historique seit 1972
- Manoir de la Ranloue, heutige Mediathek, Monument historique seit 1977
- Kirche
- Parks (de Pignerolle, de l’Europe und de la Jaudette)

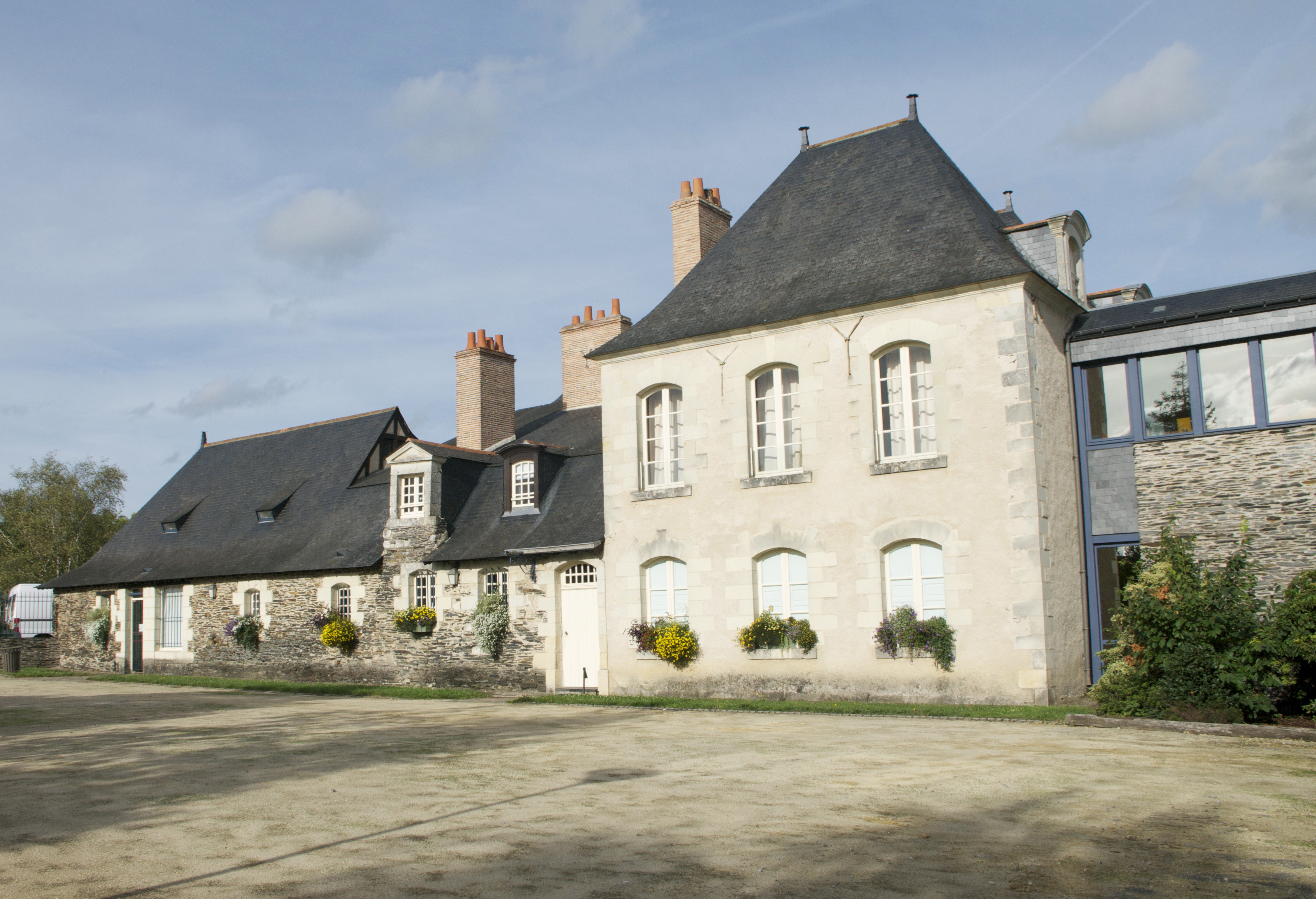
Manoir de la Ranloue

## Weinbau
Die Rebflächen in der Stadt gehören zum Weinbaugebiet Anjou.

## Verkehr
Durch die Gemeinde führt die Autoroute A87.